# Dżarasz (Palestyna)
Dżarasz (arab. جرش) – nieistniejąca już arabska wieś, która była położona w Dystrykcie Jerozolimy w Mandacie Palestyny. Wieś została wyludniona i zniszczona podczas I wojny izraelsko arabskiej (al-Nakba), po ataku Sił Obronnych Izraela w dniu 21 października 1948.

## Położenie
Dżarasz leżała wśród wzgórz Judei, w odległości 21 kilometrów na zachód od miasta Jerozolima. Według danych z 1945 do wsi należały ziemie o powierzchni 351,8 ha. We wsi mieszkało wówczas 190 osób.
| własność gruntów | powierzchnia gruntów (hektary) |
| ---------------- | ------------------------------ |
| Arabowie         | 351,7                          |
| Żydzi            | 0                              |
| publiczne        | 0,1                            |
| Razem            | 351,8                          |

| Rodzaj użytkowanych gruntów | hektary |
| --------------------------- | ------- |
| uprawy oliwek               | 3,8     |
| uprawy nawadniane           | 0,5     |
| uprawy zbóż                 | 133,5   |
| nieużytki                   | 217,3   |
| zabudowane                  | 0,5     |

## Historia
W okresie panowania Brytyjczyków Dżarasz była małą wsią. Posiadała własną szkołę podstawową dla chłopców.
Podczas I wojny izraelsko-arabskiej w drugiej połowie maja 1948 wieś zajęły egipskie oddziały. Podczas operacji Ha-Har w nocy z 20 na 21 października 1948 wieś zajęli Izraelczycy. Mieszkańcy zostali wysiedleni, a wszystkie domy wyburzono.

## Miejsce obecnie
Tereny wioski Dżarasz pozostają opuszczone i porasta je las.
Palestyński historyk Walid Chalidi, tak opisał pozostałości wioski Dżarasz: „Teren jest pokryty gruzem ze zniszczonych domów i kamiennymi tarasami, które porasta trawa. Ruiny znajdują się po północno-zachodniej stronie, przy cmentarzu. Położone na zachodzie dwa wzgórza porastają gaje. Wzgórza są rozdzielone doliną. Na tych wzgórzach rosną drzewa chleba świętojańskiego, migdałowce, figowce, drzewa oliwkowe”.